# Dead Zone (Fernsehserie)/Episodenliste
Diese Episodenliste enthält alle Episoden der US-amerikanischen Dramaserie Dead Zone, sortiert nach der US-amerikanischen Erstausstrahlung. Die Fernsehserie umfasst sechs Staffeln mit 80 Episoden.

## Übersicht
| Staffel | Episodenanzahl | Erstausstrahlung USA | Erstausstrahlung USA | Deutschsprachige Erstausstrahlung | Deutschsprachige Erstausstrahlung |
| Staffel | Episodenanzahl | Staffelpremiere      | Staffelfinale        | Staffelpremiere                   | Staffelfinale                     |
| ------- | -------------- | -------------------- | -------------------- | --------------------------------- | --------------------------------- |
| 1       | 13             | 16. Juni 2002        | 15. September 2002   | 31. August 2005                   | 23. November 2005                 |
| 2       | 19             | 5. Januar 2003       | 17. August 2003      | 30. November 2005                 | 5. April 2006                     |
| 3       | 12             | 6. Juni 2004         | 22. August 2004      | 12. April 2006                    | 17. Mai 2006                      |
| 4       | 12             | 12. Juni 2005        | 4. Dezember 2005     | 27. Februar 2009                  | 3. April 2009                     |
| 5       | 11             | 18. Juni 2006        | 27. August 2006      | 10. April 2009                    | 15. Mai 2009                      |
| 6       | 13             | 17. Juni 2007        | 16. September 2007   | 15. Mai 2009                      | 26. Juni 2009                     |

## Staffel 1
Die Erstausstrahlung der ersten Staffel war vom 16. Juni bis zum 15. September 2002 auf dem US-amerikanischen Kabelsender USA Network zu sehen. Die deutschsprachige Erstausstrahlung sendete der Free-TV-Sender RTL II vom 31. August bis zum 23. November 2005.
| Nr. (ges.) | Nr. (St.) | Deutscher Titel         | Originaltitel          | Erstausstrahlung USA | Deutschsprachige Erstausstrahlung (D) | Regie            | Drehbuch                                                    |
| ---------- | --------- | ----------------------- | ---------------------- | -------------------- | ------------------------------------- | ---------------- | ----------------------------------------------------------- |
| 1          | 1         | Das zweite Gesicht      | Wheel of Fortune       | 16. Juni 2002        | 31. Aug. 2005                         | Robert Lieberman | Michael Piller Idee: Michael Piller & Shawn Piller          |
| 2          | 2         | Kaltes Herz             | What It Seems          | 23. Juni 2002        | 7. Sep. 2005                          | Rob Lieberman    | Michael Piller Idee: Michael Piller & Shawn Piller          |
| 3          | 3         | Der Coach               | Quality of Life        | 30. Juni 2002        | 14. Sep. 2005                         | John Lafia       | Michael Piller Idee: Michael Piller & Shawn Piller          |
| 4          | 4         | Enigma                  | Enigma                 | 7. Juli 2002         | 21. Sep. 2005                         | Michael Robison  | Joe Menosky Idee: Joe Menosky, Tor Valenza & Michael Piller |
| 5          | 5         | Der zwölfte Geschworene | Unreasonable Doubt     | 14. Juli 2002        | 28. Sep. 2005                         | Robert Lieberman | Michael Taylor                                              |
| 6          | 6         | Das Haus                | The House              | 21. Juli 2002        | 5. Okt. 2005                          | James Contner    | Michael Piller Idee: Michael Piller & Shawn Piller          |
| 7          | 7         | Höllentrip              | Enemy Mind             | 28. Juli 2002        | 12. Okt. 2005                         | Jon Cassar       | David Benz Idee: David Benz & Javier Grillo-Marxuach        |
| 8          | 8         | Zwischen zwei Welten    | Netherworld            | 4. Aug. 2002         | 19. Okt. 2005                         | Robert Lieberman | Michael Piller Idee: David Goldsmith                        |
| 9          | 9         | Kaleidoskop des Todes   | The Siege              | 11. Aug. 2002        | 26. Okt. 2005                         | Michael Shapiro  | Philip DeGuere, Jr.                                         |
| 10         | 10        | Hexenjagd               | Here There Be Monsters | 18. Aug. 2002        | 2. Nov. 2005                          | Michael Robison  | David Benullo & Craig Silverstein Idee: David Benullo       |
| 11         | 11        | Dinner mit Dana         | Dinner with Dana       | 25. Aug. 2002        | 9. Nov. 2005                          | Jon Cassar       | Michael Taylor                                              |
| 12         | 12        | Der Schamane            | Shaman                 | 8. Sep. 2002         | 16. Nov. 2005                         | Rachel Talalay   | Joe Menosky                                                 |
| 13         | 13        | Des Teufels rechte Hand | Destiny                | 15. Sep. 2002        | 23. Nov. 2005                         | Robert Lieberman | Craig Silverstein Idee: Michael Piller                      |

## Staffel 2
Die Erstausstrahlung der zweiten Staffel war vom 5. Januar bis zum 17. August 2003 auf dem US-amerikanischen Kabelsender USA Network zu sehen. Die deutschsprachige Erstausstrahlung sendete der Free-TV-Sender RTL II vom 30. November 2005 bis zum 5. April 2006.
| Nr. (ges.) | Nr. (St.) | Deutscher Titel              | Originaltitel         | Erstausstrahlung USA | Deutschsprachige Erstausstrahlung (D) | Regie              | Drehbuch                                                                                    |
| ---------- | --------- | ---------------------------- | --------------------- | -------------------- | ------------------------------------- | ------------------ | ------------------------------------------------------------------------------------------- |
| 14         | 1         | Das Wort Gottes              | Valley of the Shadow  | 5. Jan. 2003         | 30. Nov. 2005                         | Michael Robison    | Michael Taylor                                                                              |
| 15         | 2         | Abstieg in den Tod           | Descent (Part 1)      | 12. Jan. 2003        | 7. Dez. 2005                          | James Head         | Robert Hewitt Wolfe, Jill Blotevogel & Michael Piller                                       |
| 16         | 3         | Am Ende des Tunnels          | Ascent (Part 2)       | 19. Jan. 2003        | 14. Dez. 2005                         | James Head         | Michael Piller & Jill Blotevogel Idee: Jill Blotevogel, Lee Fulkerson & Jon Wesslen         |
| 17         | 4         | Der Außenseiter              | The Outsider          | 2. Feb. 2003         | 21. Dez. 2005                         | Michael Robison    | Craig Silverstein Idee: Craig Silverstein & Steve Binder                                    |
| 18         | 5         | Blutsbande                   | Precipitate           | 9. Feb. 2003         | 28. Dez. 2005                         | Jefery Levy        | Teddy Tenenbaum                                                                             |
| 19         | 6         | Die Stimmen der Toten        | Scars                 | 16. Feb. 2003        | 4. Jan. 2006                          | Armand Mastroianni | Craig Silverstein Idee: Craig Silverstein & Grant Rosenberg                                 |
| 20         | 7         | Anita                        | Misbegotten           | 23. Feb. 2003        | 11. Jan. 2006                         | Nick Marck         | Andy Dettman & Michael Taylor Idee: Elizabeth Keyishian                                     |
| 21         | 8         | Flug TCA 2413                | Cabin Pressure        | 2. März 2003         | 18. Jan. 2006                         | Mike Rohl          | Jill Blotevogel & Michael Piller                                                            |
| 22         | 9         | Der Mann, der nie existierte | The Man Who Never Was | 9. März 2003         | 25. Jan. 2006                         | James Head         | David Benz & Michael Piller                                                                 |
| 23         | 10        | Gute Absichten               | Dead Men Tell Tales   | 16. März 2003        | 1. Feb. 2006                          | Gloria Muzio       | Bill Dial, Michael Piller & Daniel Goldin                                                   |
| 24         | 11        | Herrscher über Leben und Tod | Playing God           | 30. März 2003        | 8. Feb. 2006                          | Mike Vejar         | Craig Silverstein & David Benz Idee: David Benz, Joel Metzger, Ronald D. Moore & Arnie Wess |
| 25         | 12        | Der Prediger                 | Zion                  | 6. Apr. 2003         | 15. Feb. 2006                         | Michael Robison    | Joe Menosky & Michael Piller Idee: Michael Piller & Paul Eckstein                           |
| 26         | 13        | Der Sturm                    | The Storm             | 6. Juli 2003         | 22. Feb. 2006                         | Michael Robison    | Michael Piller Idee: Michael Piller, Laura J. Burns & Melinda Metz                          |
| 27         | 14        | Der unsichtbare Tod          | Plague                | 13. Juli 2003        | 22. Feb. 2006                         | Mike Rohl          | Craig Silverstein, Karl Schaefer & Jill Blotevogel Idee: Jill Blotevogel & Jeremy Bernstein |
| 28         | 15        | Deja Voodoo                  | Déjà Voodoo           | 20. Juli 2003        | 8. März 2006                          | James Head         | Karl Schaefer                                                                               |
| 29         | 16        | Angst und Schrecken          | The Hunt              | 27. Juli 2003        | 15. März 2006                         | James Head         | Michael Taylor Idee: Joe McMoneagle & Michael Piller                                        |
| 30         | 17        | Die Schatzsuche              | The Mountain          | 3. Aug. 2003         | 22. März 2006                         | Mike Rohl          | Michael Cassutt                                                                             |
| 31         | 18        | Die Zwölfte Runde            | The Combination       | 10. Aug. 2003        | 29. März 2006                         | James Head         | Michael Taylor                                                                              |
| 32         | 19        | Der Mann aus der Zukunft     | Visions               | 17. Aug. 2003        | 5. Apr. 2006                          | Michael Robison    | Craig Silverstein                                                                           |

## Staffel 3
Die Erstausstrahlung der dritten Staffel war vom 6. Juni bis zum 22. August 2004 auf dem US-amerikanischen Kabelsender USA Network zu sehen. Die deutschsprachige Erstausstrahlung sendete der Free-TV-Sender RTL II vom 12. April bis zum 17. Mai 2006.
| Nr. (ges.) | Nr. (St.) | Deutscher Titel        | Originaltitel           | Erstausstrahlung USA | Deutschsprachige Erstausstrahlung (D) | Regie                | Drehbuch                                                    |
| ---------- | --------- | ---------------------- | ----------------------- | -------------------- | ------------------------------------- | -------------------- | ----------------------------------------------------------- |
| 33         | 1         | Das Komplott (Teil 1)  | Finding Rachel (Part 1) | 6. Juni 2004         | 12. Apr. 2006                         | James Head           | Karl Schaefer                                               |
| 34         | 2         | Das Komplott (Teil 2)  | Finding Rachel (Part 2) | 13. Juni 2004        | 12. Apr. 2006                         | James Head           | Michael R. Perry Idee: Karl Schaefer                        |
| 35         | 3         | Gefangen im Feuer      | Collision               | 20. Juni 2004        | 19. Apr. 2006                         | Michael Robison      | Michael R. Perry                                            |
| 36         | 4         | Gnadenlose Wahrheit    | The Cold Hard Truth     | 27. Juni 2004        | 19. Apr. 2006                         | Anthony Michael Hall | Michael Taylor                                              |
| 37         | 5         | Totale Kontrolle       | Total Awareness         | 4. Juli 2004         | 26. Apr. 2006                         | Kevin Speckmaier     | Michael Cassutt                                             |
| 38         | 6         | Tod eines Freundes     | No Questions Asked      | 18. Juli 2004        | 26. Apr. 2006                         | Mike Rohl            | Moira Kirland                                               |
| 39         | 7         | Die Zwillinge          | Looking Glass           | 25. Juli 2004        | 3. Mai 2006                           | James Head           | Shintaro Shimosawa & James Morris                           |
| 40         | 8         | Die unglückliche Braut | Speak Now               | 1. Aug. 2004         | 3. Mai 2006                           | Mike Rohl            | Moira Kirland, Christina Lynch, Loren Segan & Karl Schaefer |
| 41         | 9         | Spirale der Gewalt     | Cycle of Violence       | 8. Aug. 2004         | 10. Mai 2006                          | Ellie Kanner         | Jill Blotevogel & Michael R. Perry                          |
| 42         | 10        | Zeichen und Wunder     | Instinct                | 15. Aug. 2004        | 10. Mai 2006                          | Mike Rohl            | Erin Maher & Kay Reindl                                     |
| 43         | 11        | Schwarze Sekunden      | Shadows                 | 22. Aug. 2004        | 17. Mai 2006                          | Shawn Piller         | Michael Taylor                                              |
| 44         | 12        | Apokalypse             | Tipping Point, Part One | 22. Aug. 2004        | 17. Mai 2006                          | Michael Robison      | Karl Schaefer                                               |

## Staffel 4
Die Erstausstrahlung der vierten Staffel war vom 12. Juni bis zum 4. Dezember 2005 auf dem US-amerikanischen Kabelsender USA Network zu sehen. Die deutschsprachige Erstausstrahlung sendete der Free-TV-Sender RTL II vom 27. Februar bis zum 3. April 2009.
| Nr. (ges.) | Nr. (St.) | Deutscher Titel              | Originaltitel              | Erstausstrahlung USA | Deutschsprachige Erstausstrahlung (D) | Regie                        | Drehbuch                                           |
| ---------- | --------- | ---------------------------- | -------------------------- | -------------------- | ------------------------------------- | ---------------------------- | -------------------------------------------------- |
| 45         | 1         | Mein ist die Rache…          | Broken Circle (Part 2)     | 12. Juni 2005        | 27. Feb. 2009                         | Michael Robison & James Head | Michael R. Perry & Michael Taylor                  |
| 46         | 2         | Die perfekte Frau            | The Collector              | 19. Juni 2005        | 27. Feb. 2009                         | Michael Robison              | James Morris & Shintaro Shimosawa                  |
| 47         | 3         | Die Hellseherin              | Double Vision              | 26. Juni 2005        | 6. März 2009                          | Mike Rohl                    | Karl Schaefer                                      |
| 48         | 4         | Die Muse des Malers          | Still Life                 | 10. Juli 2005        | 6. März 2009                          | Mike Rohl                    | Juan Carlos Coto                                   |
| 49         | 5         | Helden und Dämonen           | Heroes & Demons            | 17. Juli 2005        | 13. März 2009                         | James Head                   | Michael Taylor                                     |
| 50         | 6         | Der Rockstar                 | The Last Goodbye           | 24. Juli 2005        | 13. März 2009                         | Michael Robison              | Shintaro Shimosawa & James Morris                  |
| 51         | 7         | Menschenhandel               | Grains of Sand             | 31. Juli 2005        | 20. März 2009                         | James Head                   | Christina Lynch & Loren Segan Idee: Misha Rasovich |
| 52         | 8         | Die Reiter der Apokalypse    | Vanguard                   | 7. Aug. 2005         | 20. März 2009                         | James Head                   | Juan Carlos Coto                                   |
| 53         | 9         | Die Explosion                | Babble On                  | 14. Aug. 2005        | 27. März 2009                         | Mike Rohl                    | Adam Targum                                        |
| 54         | 10        | Im Wald der Toten            | Coming Home                | 21. Aug. 2005        | 27. März 2009                         | Mike Rohl                    | Christina Lynch & Loren Segan                      |
| 55         | 11        | Der dritte Herrscher         | Saved                      | 28. Aug. 2005        | 3. Apr. 2009                          | James Head                   | Christina Lynch & Loren Segan                      |
| 56         | 12        | Übersinnliche Weihnachtszeit | A Very Dead Zone Christmas | 4. Dez. 2005         | 3. Apr. 2009                          | Karl Schaefer                | James Head                                         |

## Staffel 5
Die Erstausstrahlung der fünften Staffel war vom 18. Juni bis zum 27. August 2006 auf dem US-amerikanischen Kabelsender USA Network zu sehen. Die deutschsprachige Erstausstrahlung sendete der Free-TV-Sender RTL II vom 10. April bis zum 15. Mai 2009.
| Nr. (ges.) | Nr. (St.) | Deutscher Titel          | Originaltitel              | Erstausstrahlung USA | Deutschsprachige Erstausstrahlung (D) | Regie              | Drehbuch                                                                              |
| ---------- | --------- | ------------------------ | -------------------------- | -------------------- | ------------------------------------- | ------------------ | ------------------------------------------------------------------------------------- |
| 57         | 1         | Verbotene Früchte        | Forbidden Fruit            | 18. Juni 2006        | 10. Apr. 2009                         | Shawn Piller       | Christina Lynch & Loren Segan                                                         |
| 58         | 2         | Independence Day         | Independence Day           | 25. Juni 2006        | 10. Apr. 2009                         | Chris Bruno        | Adam Targum                                                                           |
| 59         | 3         | Panik                    | Panic                      | 2. Juli 2006         | 17. Apr. 2009                         | Kevin Speckmaier   | Adam Targum                                                                           |
| 60         | 4         | Rassenhass               | Articles of Faith          | 9. Juli 2006         | 17. Apr. 2009                         | Michael Robison    | Michael Taylor                                                                        |
| 61         | 5         | Die Reliquie             | The Inside Man             | 16. Juli 2006        | 24. Apr. 2009                         | Michael Robison    | Karl Schaefer                                                                         |
| 62         | 6         | Lottofieber              | Lotto Fever                | 23. Juli 2006        | 24. Apr. 2009                         | Michael Robison    | Dan Truly                                                                             |
| 63         | 7         | Von allen Seiten         | Symmetry                   | 30. Juli 2006        | 1. Mai 2009                           | Rachel Talalay     | Christina Lynch & Loren Segan                                                         |
| 64         | 8         | Die letzte Schlacht      | Vortex                     | 6. Aug. 2006         | 1. Mai 2009                           | Alexandra La Roche | Michael Taylor                                                                        |
| 65         | 9         | Die Offenbarung          | Revelations                | 13. Aug. 2006        | 8. Mai 2009                           | John L. Adams      | Shintaro Shimosawa & James Morris Idee: Shintaro Shimosawa, James Morris & Paul Coyle |
| 66         | 10        | Im Herzen der Dunkelheit | Into the Heart of Darkness | 20. Aug. 2006        | 8. Mai 2009                           | James Head         | Shintaro Shimosawa & James Morris                                                     |
| 67         | 11        | Jäger und Wölfe          | The Hunting Party          | 27. Aug. 2006        | 15. Mai 2009                          | Kevin Speckmaier   | Adam Targum                                                                           |

## Staffel 6
Die Erstausstrahlung der sechsten Staffel war vom 17. Juni bis zum 16. September 2007 auf dem US-amerikanischen Kabelsender USA Network zu sehen. Die deutschsprachige Erstausstrahlung sendete der Free-TV-Sender RTL II vom 15. Mai bis zum 26. Juni 2009.
| Nr. (ges.) | Nr. (St.) | Deutscher Titel         | Originaltitel | Erstausstrahlung USA | Deutschsprachige Erstausstrahlung (D) | Regie           | Drehbuch             |
| ---------- | --------- | ----------------------- | ------------- | -------------------- | ------------------------------------- | --------------- | -------------------- |
| 68         | 1         | Heldentod               | Heritage      | 17. Juni 2007        | 15. Mai 2009                          | James Head      | Ann Hamilton         |
| 69         | 2         | Innere Dämonen          | Ego           | 24. Juni 2007        | 22. Mai 2009                          | Rachel Talalay  | Matt McGuinness      |
| 70         | 3         | Amerikas Hoffnung       | Re-Entry      | 1. Juli 2007         | 22. Mai 2009                          | Tim Southam     | Sam Ernst & Jim Dunn |
| 71         | 4         | Der alte Jahrmarkt      | Big Top       | 8. Juli 2007         | 29. Mai 2009                          | Nick Copus      | Richard Hatem        |
| 72         | 5         | Lebendig begraben       | Interred      | 15. Juli 2007        | 29. Mai 2009                          | James Head      | Katie Wech           |
| 73         | 6         | Der Kanada-Express      | Switch        | 22. Juli 2007        | 5. Juni 2009                          | Paolo Barzman   | Scott Lew            |
| 74         | 7         | Der rettende Kuss       | Numb          | 29. Juli 2007        | 5. Juni 2009                          | Mike Rohl       | Dana Greenblatt      |
| 75         | 8         | Die Explosion           | Outcome       | 5. Aug. 2007         | 12. Juni 2009                         | Érik Canuel     | Sam Ernst & Jim Dunn |
| 76         | 9         | Fallstricke des Teufels | Transgression | 12. Aug. 2007        | 12. Juni 2009                         | James Head      | Katie Wech           |
| 77         | 10        | Das Pferderennen        | Drift         | 19. Aug. 2007        | 19. Juni 2009                         | Holly Dale      | Scott Shepherd       |
| 78         | 11        | Irgendwo in Indiana     | Exile         | 26. Aug. 2007        | 19. Juni 2009                         | James Head      | Richard Hatem        |
| 79         | 12        | Das Geheimnis           | Ambush        | 9. Sep. 2007         | 26. Juni 2009                         | Érik Canuel     | Dana Greenblatt      |
| 80         | 13        | Das Gift der Macht      | Denouement    | 16. Sep. 2007        | 26. Juni 2009                         | Michael Robison | Ann Hamilton         |